# Kerncentrale Ascó
Kerncentrale Ascó (Catalaans: Central Nuclear d'Ascó, Spaans: Central Nuclear de Ascó) is een kerncentrale in Spanje bij Ascó aan de rivier Ebro.
De centrale heeft twee drukwaterreactoren (PWR) gebouwd door Westinghouse. Eigenaars van de centrale zijn Iberdrola en  Endesa, de uitbater heet Asociación Nuclear Ascó-Vandellòs (ANAV).
| Reactorblok | Reactortype | Vermogen | Begin bouw | Inbedrijfname | Stillegging |
| ----------- | ----------- | -------- | ---------- | ------------- | ----------- |
| Ascó-1      | PWR         | 995 MW   | 1974       | 1983          |             |
| Ascó-2      | PWR         | 997 MW   | 1975       | 1985          |             |